# Acmaeodera linsleyi
Acmaeodera linsleyi är en skalbaggsart som beskrevs av Van Dyke 1943. Acmaeodera linsleyi ingår i släktet Acmaeodera och familjen praktbaggar. Inga underarter finns listade i Catalogue of Life.